# JoJo’s Bizarre Adventure: Diamond Records
JoJo's Bizarre Adventure: Diamond Records (яп. ジョジョの奇妙な冒険 ダイヤモンドレコーズ  Дзёдзё но кимё:на бо:кэн Дайамондо Рэкоːдзу) — условно-бесплатная 3D-игра, выпущенная в 2017 году японской компанией Bandai Namco Entertainment для мобильных устройств с операционной системой iOS и Android. Игра создана по мотивам аниме-экранизации JoJo’s Bizarre Adventure и включает в себя персонажей, которые появлялись аниме-сериях, вышедших до 2019 года. Игровой режим состоит из набора сюжетных заданий и временных событий, связанных с выходом новых персонажей. Игра является условно-бесплатной, но за дополнительную покупку тематических гасяпон-игрушек, игрок может приобрести бонусных персонажей и предметы.

## Геймплей
Diamond Records — это однопользовательская 3D-экшен игра, созданная по мотивам аниме-экранизаций JoJo’s Bizarre Adventure, а именно её первых четырёх частейː  Phantom Blood, Battle Tendency, Stardust Crusaders и Diamond Is Unbreakable. Игрок может управлять группой персонажей из всех вышеперечисленных частей, каждый из которых обладает уникальные способностями и боевыми техниками. Часть персонажей сражается с применением техники хамон, другая часть использует в бою свои стенды. Техника боя персонажей также привязана к их «позам», которые игрок может изменять за приобретение новых интеллектуальных очков, обучая персонажа новым позам и боевым техникам. Данные возможности приобретаются за внутреннюю валюту, которую в свою очередь можно приобрести через покупку тематических гасяпон-игрушек. Каждая из способностей и интеллектуальных очков имеет большую или меньшую ценность и поделена по шестибалльной звёздочной шкале.
Основная часть игровых заданий и квестов основаны на сюжете аниме-сериала. Основная задача игрока заключается в победе над противником. Помимо основных заданий, игроку доступны временные задания, доступные только в ограниченный отрезок времени, но при выполнении которых, игрок может приобретать особые бонусные предметы и способности, которые в обычном случае можно приобретать через покупку гасяпон-игрушек. В игре доступны несколько локаций, сданных по мотивам каковых из разных частей аниме-сериала. Там же игрок может общаться в режиме онлайн с другими игроками.

## Разработка и выход
Разработкой игры занималась японская компания Bandai Namco Entertainment. Анонс игры состоялся в декабре 2016 года в журнале Ultra Jump, тогда же появилась возможность зарегистрироваться в будущей игре, за которую приобретали особые бонусные предметы. Выход игры состоялся 20 февраля 2017 года для операционных систем Android и IOS. В июне 2017 года вышло обновление, добавляющее игру нового персонажа — Ёсикагэ Киру.
18 ноября 2019 года сервера игры закрылись.

## Восприятие
По состоянию на 22 марта 2017 года, в игре было зарегистрировано два миллиона пользователя из Японии. Сайт 4Gamer.net похвалил игру за проработанность персонажей, их способностей и в общем игровую графику, охарактеризовав её, как подробную и яркую.